# NFC Central
De National Football Conference Central Division of NFC Central was tot 2002 divisie van de NFL's National Football Conference. De NFC Central bestond van 1970 tot en met 2001 een van de drie divisies van de NFC, naast de NFC East en de NFC West. In 2002 werd het aantal divisies in de NFC vergroot naar vier en werd de NFC Central vervangen door de NFC North en de NFC South. Vier van de vijf NFC Central-teams kwamen samen in de NFC North, die te zien is als sportieve opvolger van de NFC Central.

## Teams
De volgende teams hebben in de NFC Central gespeeld:
| Team                 | Stad                   | Periode in NFC Central | NFC Central-titels | Super Bowls | Eerdere naam |
| -------------------- | ---------------------- | ---------------------- | ------------------ | ----------- | ------------ |
| Chicago Bears        | Chicago, Illinois      | 1970-2001              | 7                  | 1 (1985)    |              |
| Detroit Lions        | Detroit, Michigan      | 1970-2001              | 3                  | geen        |              |
| Green Bay Packers    | Green Bay, Wisconsin   | 1970-2001              | 4                  | 1 (1996)    |              |
| Minnesota Vikings    | Minneapolis, Minnesota | 1970-2001              | 14                 | geen        |              |
| Tampa Bay Buccaneers | Tampa, Florida         | 1977-2001              | 3                  | geen        |              |

## Divisie-indeling
De NFC Central werd opgericht in 1970, samen met de NFC East en de NFC West, na de fusie tussen de National Football League met de American Football League. Het was een directe opvolger van de Central Division (voor de oprichting van de NFC), want de vier NFC Central-teams waren dezelfde vier teams als die van de Central Division: de Chicago Bears, de Detroit Lions, de Green Bay Packers en de Minnesota Vikings.
In 1976 werden de Seattle Seahawks en de Tampa Bay Buccaneers lid van de NFL. De Seahawks kwamen in de NFC (West) en de Buccaneers in de AFC, maar een jaar later wisselden de teams van conference. De Buccaneers werden als vijfde team toegevoegd aan de NFC Central. Deze indeling bleef gehandhaafd totdat de NFC Central voor het seizoen 2002 werd opgeheven. De Buccaneers verhuisden naar de nieuwe NFC South en de andere vier teams vormden samen de NFC North.
- 1970-1976: Chicago Bears, Detroit Lions, Green Bay Packers en Minnesota Vikings
- 1977-2001: Chicago Bears, Detroit Lions, Green Bay Packers, Minnesota Vikings en Tampa Bay Buccaneers

## Winnaars
| Kleur of afkorting | Betekenis                                    |
| Geel               | NFC Central-team won NFC-titel en Super Bowl |
| Blauw              | NFC Central-team won NFC-titel               |
| (SB)               | Team won de Super Bowl                       |
| (F)                | Team won NFC-titel                           |
| (HF)               | Team verloor NFC Championship                |
| (KF)               | Team verloor Divisional Playoffs             |
| (WC)               | Team verloor Wild Card Playoffs              |
| ------------------ | -------------------------------------------- |

| Seizoen | Winnaar                   | Balans | Percentage | Wild-Card-teams                                                       |
| ------- | ------------------------- | ------ | ---------- | --------------------------------------------------------------------- |
| 1970    | Minnesota Vikings (KF)    | 12-0-2 | 0,857      | Detroit Lions (KF)                                                    |
| 1971    | Minnesota Vikings (KF)    | 11-0-3 | 0,786      |                                                                       |
| 1972    | Green Bay Packers (KF)    | 10-0-4 | 0,714      |                                                                       |
| 1973    | Minnesota Vikings (F)     | 12-0-2 | 0,857      |                                                                       |
| 1974    | Minnesota Vikings (F)     | 10-0-4 | 0,714      |                                                                       |
| 1975    | Minnesota Vikings (KF)    | 12-0-2 | 0,857      |                                                                       |
| 1976    | Minnesota Vikings (F)     | 11-1-2 | 0,821      |                                                                       |
| 1977    | Minnesota Vikings (HF)    | 9-0-5  | 0,643      | Chicago Bears (KF)                                                    |
| 1978    | Minnesota Vikings (KF)    | 8-1-7  | 0,531      |                                                                       |
| 1979    | Tampa Bay Buccaneers (HF) | 10-0-6 | 0,625      | Chicago Bears (WC)                                                    |
| 1980    | Minnesota Vikings (KF)    | 9-0-7  | 0,563      |                                                                       |
| 1981    | Tampa Bay Buccaneers (KF) | 9-0-7  | 0,563      |                                                                       |
| 1982    | Green Bay Packers (KF)    | 5-1-3  | 0,611      | Minnesota Vikings (KF), Tampa Bay Buccaneers (WC), Detroit Lions (WC) |
| 1983    | Detroit Lions (KF)        | 9-0-7  | 0,563      |                                                                       |
| 1984    | Chicago Bears (HF)        | 10-0-6 | 0,625      |                                                                       |
| 1985    | Chicago Bears (SB)        | 15-0-1 | 0,938      |                                                                       |
| 1986    | Chicago Bears (KF)        | 14-0-2 | 0,875      |                                                                       |
| 1987    | Chicago Bears (KF)        | 11-0-4 | 0,733      | Minnesota Vikings (HF)                                                |
| 1988    | Chicago Bears (HF)        | 12-0-4 | 0,750      | Minnesota Vikings (KF)                                                |
| 1989    | Minnesota Vikings (KF)    | 10-0-6 | 0,625      |                                                                       |
| 1990    | Chicago Bears (KF)        | 11-0-5 | 0,688      |                                                                       |
| 1991    | Detroit Lions (HF)        | 12-0-4 | 0,750      | Chicago Bears (WC)                                                    |
| 1992    | Minnesota Vikings (WC)    | 11-0-5 | 0,688      |                                                                       |
| 1993    | Detroit Lions (WC)        | 10-0-6 | 0,625      | Minnesota Vikings (WC), Green Bay Packers (KF)                        |
| 1994    | Minnesota Vikings (WC)    | 10-0-6 | 0,625      | Green Bay Packers (KF), Detroit Lions (WC), Chicago Bears (KF)        |
| 1995    | Green Bay Packers (HF)    | 11-0-5 | 0,688      | Detroit Lions (WC)                                                    |
| 1996    | Green Bay Packers (SB)    | 13-0-3 | 0,813      | Minnesota Vikings (WC)                                                |
| 1997    | Green Bay Packers (F)     | 13-0-3 | 0,813      | Tampa Bay Buccaneers (KF), Detroit Lions (WC), Minnesota Vikings (KF) |
| 1998    | Minnesota Vikings (HF)    | 15-0-1 | 0,938      | Green Bay Packers (WC)                                                |
| 1999    | Tampa Bay Buccaneers (HF) | 11-0-5 | 0,688      | Minnesota Vikings (KF), Detroit Lions (WC)                            |
| 2000    | Minnesota Vikings (HF)    | 11-0-5 | 0,688      | Tampa Bay Buccaneers (WC)                                             |
| 2001    | Chicago Bears (KF)        | 13-0-3 | 0,813      | Green Bay Packers (KF), Tampa Bay Buccaneers (WC)                     |

## Records en trivia
- Hoewel ze de Super Bowl nooit wonnen, waren de Minnesota Vikings het succesvolste team in de divisie, met bijna de helft (veertien van de 31) divisie-titels.
- De Green Bay Packers zijn het laatste team dat de Super Bowl wist te winnen als NFC Central-team (in 1996).
- De beste score voor een NFC Central-team in het reguliere seizoen was 0,938 (15 zeges en 1 nederlaag). Dit werd behaald door de Chicago Bears (in 1985) en de Minnesota Vikings (in 1998).
- De slechtste score voor een NFC Central-team in het reguliere seizoen is 0,125 (2 zeges en 14 nederlagen). Dit werd behaald door de Tampa Bay Buccaneers (in 1983, 1985 en 1986) en de Detroit Lions (in 1979).
- In 1977 wonnen de Tampa Bay Buccaneers hun dertiende wedstrijd (een uitduel tegen de New Orleans Saints). Dit was hun eerste zege ooit (het voorgaande seizoen debuteerden ze in de AFC met alle veertien duels verloren). Deze start van 26 nederlagen op rij is niet alleen het slechtste debuut in de NFL, het is zelfs het record voor meeste nederlagen op rij voor een NFL-team ooit.
- In 1994 plaatsten vier van de vijf NFC Central-teams zich voor de play-offs. Omdat de Minnesota Vikings de slechtste divisie-winnaar was kregen ze geen vrijstelling naar de Divisional Playoffs. Hierdoor bestonden de Wild Card Playoffs voor de NFC uit enkel NFC Central-teams.
- In de periode dat de divisie actief was, hadden de NFC Central-teams de slechtste prestaties in de play-offs: slechts twee keer won een NFC Central-team de Super Bowl (NFC West zes keer en NFC East tien keer). Ook won maar zes keer een NFC Central-team de NFC-titel (en recht op deelname aan de Super Bowl), tegenover negen keer voor de NFC West en zeventien keer voor de NFC East.